# 七尾城山運動公園
七尾城山運動公園（ななおじょうやまうんどうこうえん）は、石川県七尾市にある公園（運動公園）である。合併により新しい七尾市が発足したことから名称を変更し、現在の正式名は城山運動公園である。

## 概要
施設は七尾市が保有し、七尾市公共施設管理公社が指定管理者として運営管理を行っている。
七尾市城山地区一帯は、天神山小学校、東部中学校、鵬学園があり、運動公園とあわせて文教地区となっている。

## 施設
- 七尾市城山体育館
- 七尾市城山陸上競技場
- 七尾城山野球場
- 七尾市城山水泳プール

## 交通アクセス
鉄道
- JR西日本七尾線七尾駅下車。車で10分。

バス
- まりん号東回り「城山運動公園」バス停下車、徒歩すぐ。